# Košecké Podhradie
Košecké Podhradie (in ungherese Kaszaváralja) è un comune della Slovacchia facente parte del distretto di Ilava, nella regione di Trenčín.